# San Baltazar Yatzachi el Bajo
San Baltazar Yatzachi el Bajo è un comune del Messico, situato nello stato di Oaxaca.